# Málta az Eurovíziós Dalfesztiválokon
Málta eddig harminchét alkalommal vett részt az Eurovíziós Dalfesztiválon.
A máltai műsorsugárzó a Máltai Közszolgálati Műsorsugárzó, amely 1969 óta tagja az Európai Műsorsugárzók Uniójának, és 1971-ben csatlakozott a versenyhez.
Málta eddig egyetlen alkalommal sem aratott győzelmet, ők a legrégebb óta versenyző és győzelemmel nem rendelkező ország.

## Története

### Évről évre
Málta 1971-ben vett részt először. Két utolsó, és egy 12. hely után a máltai tévé a visszalépés mellett döntött, és csak 1991-ben tértek vissza, ekkor már sokkal több sikerrel. Tíz év alatt csak egyszer nem tudtak az első tízben végezni, és 1998-ban és 2002-ben is nagyon közel kerültek a győzelemhez.
Horvátország és Svédország mellett az egyetlen ország, amely 1993 és 2003 között, amikor érvényben volt a kieséses szabály, egyszer sem kényszerült kihagyni a versenyt.

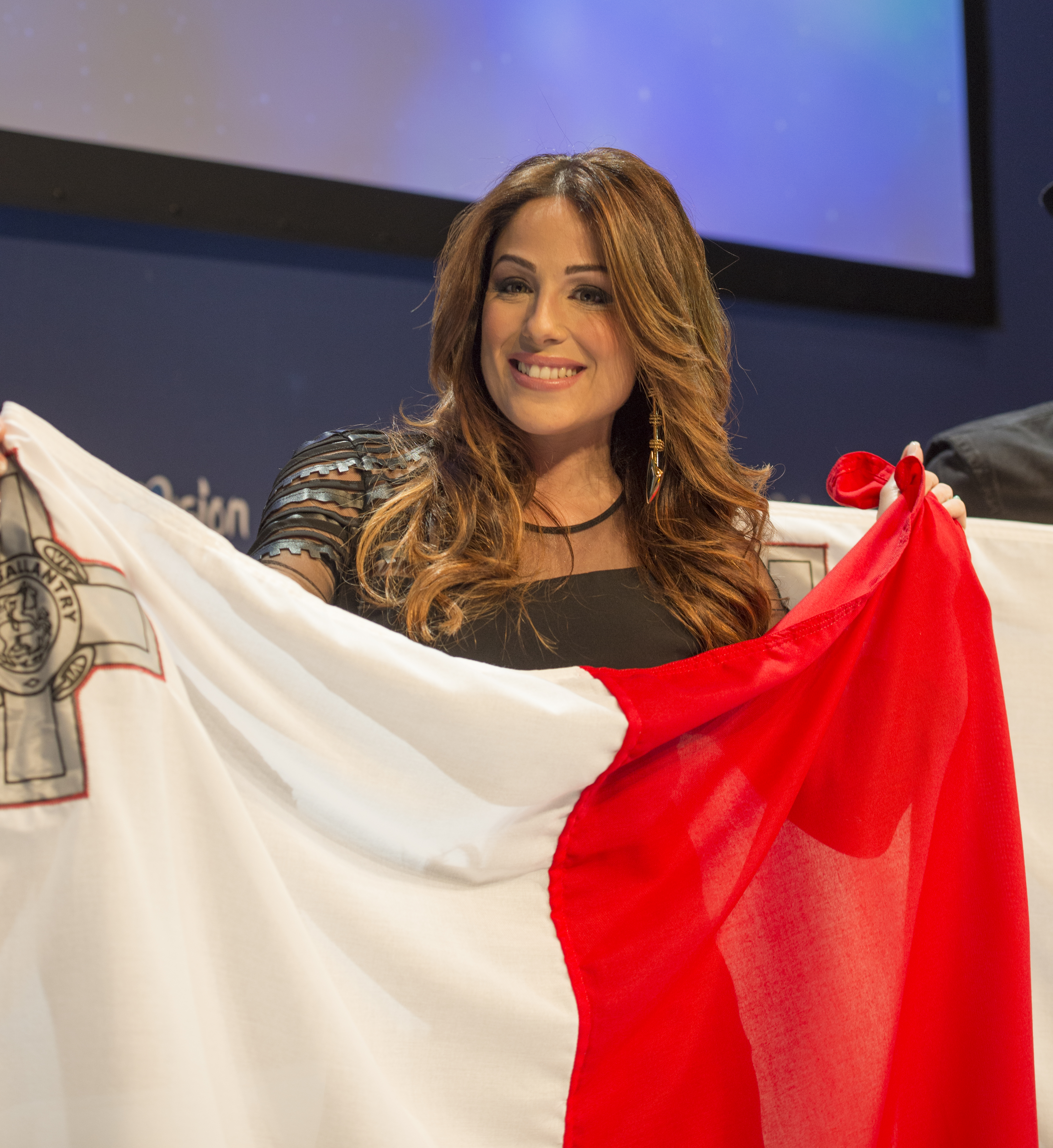
Ira Losco, a 2016-os máltai versenyző.

Az elődöntőket 2004-ben vezették be, ekkor sikerült továbbjutniuk, és a következő két évben automatikusan döntősök voltak. Azonban 2006-ban a döntő utolsó helyén végeztek, majd kétszer egymás után kiestek az elődöntőben. 2009-ben Chiara képviselte őket, aki korábbi két szereplése alkalmával a második, és a harmadik helyen végzett. Bár sikerült továbbjutnia az elődöntőből, a döntőben nem tudta megismételni a jó eredményt. 2010-ben és 2011-ben ismét nem sikerült továbbjutniuk az elődöntőből, előbb hét, majd egyetlenegy ponttal lemaradva a továbbjutást érő tíz hely egyikéről. A következő három évben továbbjutottak, de a legjobb tízbe csak 2013-ban tudtak bekerülni. 2015-ben ismét nem sikerült továbbjutniuk. 2016-ban visszatért a 2002-es verseny második helyezettje Ira Losco, és ezúttal a tizenkettedik helyen végzett a döntőben. 2017-ben és 2018-ban nem tudták a versenyzőik továbbjutni az elődöntőből. 2019-ben új módszerrel választották ki előadójukat, ennek köszönhetően ismét kvalifikálták magukat és végül a tizennegyedik helyen végeztek.
2020-ban Destiny Chukunyere, a 2015-ös Junior Eurovíziós Dalfesztivál győztese, képviselte volna az országot, azonban március 18-án az Európai Műsorsugárzók Uniója bejelentette, hogy 2020-ban nem tudják megrendezni a versenyt a COVID–19-koronavírus-világjárvány miatt. A máltai műsorsugárzó jóvoltából az énekesnő végül újabb lehetőséget kapott az ország képviseletére a következő évben. 2021-ben az elődöntőből első helyezettként sikeresen továbbjutottak a döntőbe, ahol 2013 óta először a legjobb tíz között végeztek. A 2022-ben nem jutottak tovább a döntőbe, tizenhatodikak lettek az elődöntőben. 2023-ban és 2024-ben pedig utolsók lettek az elődöntőben. 2025-ben ismét kvalifikálták magukat a döntőbe, ekkor tizenhetedik helyezettként zárták a versenyt.
Málta két második és két harmadik helyével az egyik legsikeresebb országnak számít, amely még nem tudta megnyerni a versenyt.

### Nyelvhasználat
Málta 1971-es debütálásakor még érvényben volt a nyelvhasználatot korlátozó szabály. Ennek értelmében indulóiknak az ország hivatalos nyelvén, vagyis máltai nyelven kellett énekelniük. Ezt a szabályt 1973 és 1976 között rövid időre megszüntették, ekkor 1975-ben egy angol nyelvű dallal neveztek. A nyelvi szabályt 1977-ben ismét bevezették, és végül 1999-ben törölték el.
Málta 1991-es visszatérésekor már az angol is az ország hivatalos nyelve volt, és azóta kivétel nélkül angol nyelvű dalokkal neveztek. Mindössze egyszer, a 2000-es dalban egy versszak erejéig hallhattuk a máltai nyelvet.
Málta eddigi harminchét versenydalából harmincnégy angol nyelven, kettő máltai nyelven, egy pedig angol és máltai kevert nyelven hangzott el.
2021-es daluk a francia nyelvű cím ellenére a dal szinte teljes egészében angol nyelven hangzott el, a je me casse kifejezés azonban többször ismétlődött a szövegben.

### Nemzeti döntő
A máltai nemzeti döntő a Malta Eurovision Song Contest ("Málta Eurovíziós Dalfesztivál") nevet viselte egészen 2018-ig, és az ország debütálása óta kivétel nélkül minden alkalommal megrendezték. 2019-től az X Factor máltai változatának győztese érdemelte ki az indulási jogot, a 2021-es év kihagyásával, amikor a 2020-as képviselőjük, Destiny Chukunyere, a 2015-ös Junior Eurovíziós Dalfesztivál győztese, új lehetőséget kapott a műsorszolgáltatótól, miután elmaradt a verseny a Covid19-pandémia miatt.
A hetvenes években a nemzeti válogatót öt vagy hat előadó részvételével rendezték, akik közül egy zsűri választotta ki a nyertest.
A kilencvenes években már elődöntőt is rendeztek. 1991 és 1994 között szokás volt, hogy a dalokat angol és máltai nyelven is előadták. 2001 óta a nézők is beleszólhatnak a döntésbe, telefonos szavazás segítségével.
Érdekesség, hogy Olivia Lewis 1997-től kezdve minden évben részt vett a nemzeti döntőn, míg végül 2007-ben sikerült elnyernie a jogot, hogy képviselje hazáját.

## Résztvevők
| Év   | Előadó                                 | Dal                   | Magyar fordítás       | Döntő                   | Pontszám                | Elődöntő             | Pontszám             |
| ---- | -------------------------------------- | --------------------- | --------------------- | ----------------------- | ----------------------- | -------------------- | -------------------- |
| 1971 | Joe Grech                              | Marija l-Maltija      | Mária, a máltai lány  | 18.                     | 52                      | Nem volt elődöntő    | Nem volt elődöntő    |
| 1972 | Helen és Joseph                        | L-imħabba             | Szerelem              | 18.                     | 48                      | Nem volt elődöntő    | Nem volt elődöntő    |
|      |                                        |                       |                       |                         |                         | Nem volt elődöntő    | Nem volt elődöntő    |
| 1975 | Renato                                 | Singing This Song     | Énekelni e dalt       | 12.                     | 32                      | Nem volt elődöntő    | Nem volt elődöntő    |
|      |                                        |                       |                       |                         |                         | Nem volt elődöntő    | Nem volt elődöntő    |
| 1991 | Paul Giordimaina és Georgina           | Could It Be           | Lehetne-e?            | 6.                      | 106                     | Nem volt elődöntő    | Nem volt elődöntő    |
| 1992 | Mary Spiteri                           | Little Child          | Kisgyermek            | 3.                      | 123                     | Nem volt elődöntő    | Nem volt elődöntő    |
| 1993 | William Mangion                        | This Time             | Ez alkalommal         | 8.                      | 69                      | Nem volt elődöntő    | Nem volt elődöntő    |
| 1994 | Moira Stafrace és Christopher Scicluna | More Than Love        | Több, mint szerelem   | 5.                      | 97                      | Nem volt elődöntő    | Nem volt elődöntő    |
| 1995 | Mike Spiteri                           | Keep Me In Mind       | Tarts engem észben    | 10.                     | 76                      | Nem volt elődöntő    | Nem volt elődöntő    |
| 1996 | Miriam Christine                       | In A Woman's Heart    | Egy nő szívében       | 10.                     | 68                      | Nem volt elődöntő    | Nem volt elődöntő    |
| 1997 | Debbie Scerri                          | Let Me Fly            | Engedd, hogy repüljek | 9.                      | 66                      | Nem volt elődöntő    | Nem volt elődöntő    |
| 1998 | Chiara                                 | The One That I Love   | Az, akit szeretek     | 3.                      | 165                     | Nem volt elődöntő    | Nem volt elődöntő    |
| 1999 | Times Three                            | Believe 'n Peace      | Hiszek a békében      | 15.                     | 32                      | Nem volt elődöntő    | Nem volt elődöntő    |
| 2000 | Claudette Pace                         | Desire                | Vágy                  | 8.                      | 73                      | Nem volt elődöntő    | Nem volt elődöntő    |
| 2001 | Fabrizio Faniello                      | Another Summer Night  | Egy másik nyári éjjel | 9.                      | 48                      | Nem volt elődöntő    | Nem volt elődöntő    |
| 2002 | Ira Losco                              | 7th Wonder            | Hetedik csoda         | 2.                      | 164                     | Nem volt elődöntő    | Nem volt elődöntő    |
| 2003 | Lynn Chircop                           | To Dream Again        | Újra álmodni          | 25.                     | 4                       | Nem volt elődöntő    | Nem volt elődöntő    |
| 2004 | Julie és Ludwig                        | On Again... Off Again | Bekapcs...kikapcs     | 12.                     | 50                      | 8.                   | 74                   |
| 2005 | Chiara                                 | Angel                 | Angyal                | 2.                      | 192                     | Automatikusan döntős | Automatikusan döntős |
| 2006 | Fabrizio Faniello                      | I Do                  | Megteszem             | 24.                     | 1                       | Automatikusan döntős | Automatikusan döntős |
| 2007 | Olivia Lewis                           | Vertigo               | Szédület              | Nem jutott be a döntőbe | Nem jutott be a döntőbe | 25.                  | 15                   |
| 2008 | Morena                                 | Vodka                 | —                     | Nem jutott be a döntőbe | Nem jutott be a döntőbe | 14.                  | 38                   |
| 2009 | Chiara                                 | What If We            | Mi lenne, ha mi...    | 22.                     | 31                      | 6.                   | 86                   |
| 2010 | Thea Garrett                           | My Dream              | Az álmom              | Nem jutott be a döntőbe | Nem jutott be a döntőbe | 12.                  | 45                   |
| 2011 | Glen Vella                             | One Life              | Egy élet              | Nem jutott be a döntőbe | Nem jutott be a döntőbe | 11.                  | 54                   |
| 2012 | Kurt Calleja                           | This Is the Night     | Ez az az éjszaka      | 21.                     | 41                      | 7.                   | 70                   |
| 2013 | Gianluca                               | Tomorrow              | Holnap                | 8.                      | 120                     | 4.                   | 118                  |
| 2014 | Firelight                              | Coming Home           | Hazatérés             | 23.                     | 32                      | 9.                   | 63                   |
| 2015 | Amber                                  | Warrior               | Harcos                | Nem jutott be a döntőbe | Nem jutott be a döntőbe | 11.                  | 43                   |
| 2016 | Ira Losco                              | Walk on Water         | Vízen járni           | 12.                     | 153                     | 3.                   | 209                  |
| 2017 | Claudia Faniello                       | Breathlessly          | Lélegzet-visszafojtva | Nem jutott be a döntőbe | Nem jutott be a döntőbe | 16.                  | 55                   |
| 2018 | Christabelle                           | Taboo                 | Tabu                  | Nem jutott be a döntőbe | Nem jutott be a döntőbe | 13.                  | 101                  |
| 2019 | Michela                                | Chameleon             | Kaméleon              | 14.                     | 107                     | 8.                   | 157                  |
| 2020 | Destiny                                | All of My Love        | Minden szeretetem     | Elmaradt a verseny      | Elmaradt a verseny      | Elmaradt a verseny   | Elmaradt a verseny   |
| 2021 | Destiny                                | Je Me Casse           | Szakítok              | 7.                      | 255                     | 1.                   | 325                  |
| 2022 | Emma Muscat                            | I Am What I Am        | Az vagyok, aki vagyok | Nem jutott be a döntőbe | Nem jutott be a döntőbe | 16.                  | 47                   |
| 2023 | The Busker                             | Dance (Our Own Party) | Tánc (A saját bulink) | Nem jutott be a döntőbe | Nem jutott be a döntőbe | 15.                  | 3                    |
| 2024 | Sarah Bonnici                          | Loop                  | Hurok                 | Nem jutott be a döntőbe | Nem jutott be a döntőbe | 16.                  | 13                   |
| 2025 | Miriana Conte                          | Serving               | Szolgálni             | 17.                     | 91                      | 9.                   | 53                   |
| 2026 |                                        |                       |                       |                         |                         |                      |                      |

### Visszaléptetett indulók
| Év   | Előadó      | Dal          | Magyar fordítás |
| ---- | ----------- | ------------ | --------------- |
| 2016 | Ira Losco   | Chameleon    | Kaméleon        |
| 2022 | Emma Muscat | Out of Sight | Láthatatlan     |

## Szavazástörténet

### 1971–2025
| Hely | Ország       | Pont |
| ---- | ------------ | ---- |
| 1.   | Svédország   | 135  |
| 2.   | Izrael       | 83   |
| 3.   | Hollandia    | 78   |
| 4.   | Norvégia     | 73   |
| 5.   | Azerbajdzsán | 69   |
| 6.   | Románia      | 66   |
| 7.   | Svájc        | 61   |
| 8.   | Görögország  | 54   |
| 9.   | Oroszország  | 52   |
| 10.  | Finnország   | 49   |

| Hely | Ország             | Pont |
| ---- | ------------------ | ---- |
| 1.   | Észak-Macedónia    | 84   |
| 2.   | Örményország       | 68   |
| 3.   | Azerbajdzsán       | 64   |
| 4.   | Svédország         | 55   |
| 5.   | Írország           | 55   |
| 6.   | Románia            | 54   |
| 7.   | Egyesült Királyság | 54   |
| 8.   | Izrael             | 52   |
| 9.   | Horvátország       | 50   |
| 10.  | Norvégia           | 49   |

Málta mindegyik országnak adott legalább egy pontot az elődöntőkben
Málta mindegyik országtól kapott legalább egy pontot az elődöntőkben
| Hely | Ország             | Pont |
| ---- | ------------------ | ---- |
| 1.   | Olaszország        | 252  |
| 2.   | Svédország         | 189  |
| 3.   | Egyesült Királyság | 160  |
| 4.   | Görögország        | 109  |
| 5.   | Ciprus             | 105  |
| 6.   | Izrael             | 99   |
| 7.   | Írország           | 97   |
| 8.   | Norvégia           | 94   |
| 9.   | Horvátország       | 91   |
| 10.  | Svájc              | 89   |

| Hely | Ország             | Pont |
| ---- | ------------------ | ---- |
| 1.   | Egyesült Királyság | 117  |
| 2.   | Írország           | 115  |
| 3.   | Spanyolország      | 100  |
| 4.   | Svédország         | 89   |
| 5.   | Horvátország       | 85   |
| 6.   | Németország        | 84   |
| 7.   | Görögország        | 82   |
| 8.   | Törökország        | 80   |
| 9.   | Norvégia           | 77   |
| 10.  | Ausztria           | 72   |

Málta még sosem adott pontot a döntőben Montenegrónak.
Málta mindegyik országtól kapott legalább egy pontot a döntőkben.

## Háttér
| Év        | Rendező                                          | Kommentátor                                      | Pontbejelentő                                    |
| --------- | ------------------------------------------------ | ------------------------------------------------ | ------------------------------------------------ |
| 1971      | Dublin                                           | Victor Aquilina                                  | N/A                                              |
| 1972      | Edinburgh                                        | Norman Hamilton                                  | N/A                                              |
| 1973      | Luxembourg                                       | Charles Saliba                                   | Nem vettek részt                                 |
| 1974      | Brighton                                         | Charles Saliba                                   | Nem vettek részt                                 |
| 1975      | Stockholm                                        | Norman Hamilton                                  | N/A                                              |
| 1976–1990 | Nem vettek részt és nem közvetítették a versenyt | Nem vettek részt és nem közvetítették a versenyt | Nem vettek részt és nem közvetítették a versenyt |
| 1991      | Róma                                             | Toni Sant                                        | Dominic Micallef                                 |
| 1992      | Malmö                                            | N/A                                              | Anna Bonanno                                     |
| 1993      | Millstreet                                       | N/A                                              | Kevin Drake                                      |
| 1994      | Dublin                                           | Charles Arrigo                                   | John Demanuele                                   |
| 1995      | Dublin                                           | Enzo Gusman                                      | Stephanie Farrugia                               |
| 1996      | Oslo                                             | Charles Saliba                                   | Ruth Amaira                                      |
| 1997      | Dublin                                           | Gino Cauchi                                      | Anna Bonanno                                     |
| 1998      | Birmingham                                       | Gino Cauchi                                      | Stephanie Spiteri                                |
| 1999      | Jeruzsálem                                       | Charlo Bonnici                                   | Nirvana Azzopardi                                |
| 2000      | Stockholm                                        | Charlo Bonnici                                   | Valerie Vella                                    |
| 2001      | Koppenhága                                       | Alfred Borg                                      | Marbeck Spiteri                                  |
| 2002      | Tallinn                                          | John Bundy                                       | Yvette Portelli                                  |
| 2003      | Riga                                             | John Bundy                                       | Sharon Borg                                      |
| 2004      | Isztambul                                        | Eileen Montesin                                  | Claire Agius                                     |
| 2005      | Kijev                                            | Eileen Montesin                                  | Valerie Vella                                    |
| 2006      | Athén                                            | Eileen Montesin                                  | Moira Delia                                      |
| 2007      | Helsinki                                         | Antonia Micallef                                 | Mireille Bonello                                 |
| 2008      | Belgrád                                          | Eileen Montesin                                  | Moira Delia                                      |
| 2009      | Moszkva                                          | Valerie Vella                                    | Pauline Agius                                    |
| 2010      | Oslo                                             | Valerie Vella                                    | Chiara Siracusa                                  |
| 2011      | Düsseldorf                                       | Eileen Montesin                                  | Kelly Schembri                                   |
| 2012      | Baku                                             | Ronald Briffa és Elaine Saliba                   | Keith Demicoli                                   |
| 2013      | Malmö                                            | Gordon Bonello és Rodney Gauci                   | Emma Hickey                                      |
| 2014      | Koppenhága                                       | Carlo Borg Bonaci                                | Valentina Rossi                                  |
| 2015      | Bécs                                             | Corazon Mizzi                                    | Julie Zahra                                      |
| 2016      | Stockholm                                        | Arthur Caruana                                   | Ben Camille                                      |
| 2017      | Kijev                                            | Nem volt                                         | Martha Fenech                                    |
| 2018      | Lisszabon                                        | Nem volt                                         | Lara Azzopardi                                   |
| 2019      | Tel-Aviv                                         | Nem volt                                         | Ben Camille                                      |
| 2021      | Rotterdam                                        | Nem volt                                         | Stephanie Spiteri                                |
| 2022      | Torino                                           | Nem volt                                         | Aidan                                            |
| 2023      | Liverpool                                        | Nem volt                                         | Ryan Hili                                        |
| 2024      | Malmö                                            | Nem volt                                         | Matt Blxck                                       |
| 2025      | Bázel                                            | Nem volt                                         | Ingrid Sammut                                    |
| 2026      | Bécs                                             |                                                  |                                                  |

## Díjak

### Barbara Dex-díj
| Év   | Előadó        | Dal        | Eredmény az Eurovízión | Eredmény az Eurovízión | Helyszín |
| Év   | Előadó        | Dal        | Helyezés               | Pontszám               | Helyszín |
| ---- | ------------- | ---------- | ---------------------- | ---------------------- | -------- |
| 1997 | Debbie Scerri | Let Me Fly | 9.                     | 66                     | Dublin   |

### Marcel Bezençon-díj
| Kategória | Év   | Előadó | Dal   | Eredmény az Eurovízión | Eredmény az Eurovízión | Helyszín |
| Kategória | Év   | Előadó | Dal   | Helyezés               | Pontszám               | Helyszín |
| --------- | ---- | ------ | ----- | ---------------------- | ---------------------- | -------- |
| Sajtódíj  | 2005 | Chiara | Angel | 2.                     | 192                    | Kijev    |

### ESC Radio Awards
| Kategória          | Év   | Előadó  | Dal         | Eredmény az Eurovízión | Eredmény az Eurovízión | Helyszín  |
| Kategória          | Év   | Előadó  | Dal         | Helyezés               | Pontszám               | Helyszín  |
| ------------------ | ---- | ------- | ----------- | ---------------------- | ---------------------- | --------- |
| Legjobb női előadó | 2021 | Destiny | Je Me Casse | 7.                     | 255                    | Rotterdam |

### OGAE-szavazás
| Kategória              | Év   | Előadó  | Dal         | Eredmény az Eurovízión | Eredmény az Eurovízión | Helyszín  |
| Kategória              | Év   | Előadó  | Dal         | Helyezés               | Pontszám               | Helyszín  |
| ---------------------- | ---- | ------- | ----------- | ---------------------- | ---------------------- | --------- |
| OGAE Song Contest Poll | 2021 | Destiny | Je Me Casse | 7.                     | 255                    | Rotterdam |

## Galéria

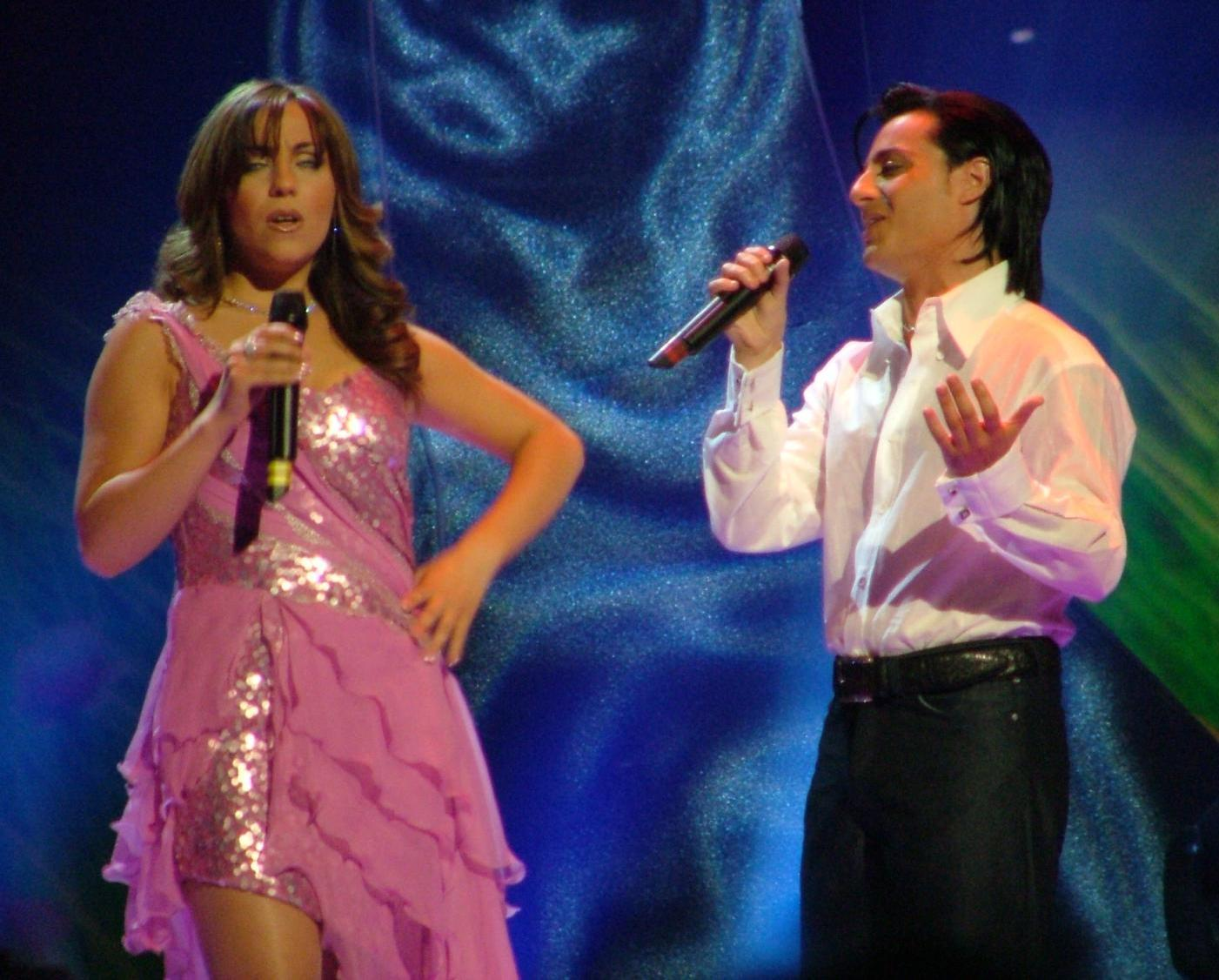
Julie és Ludwig Isztambulban (2004)
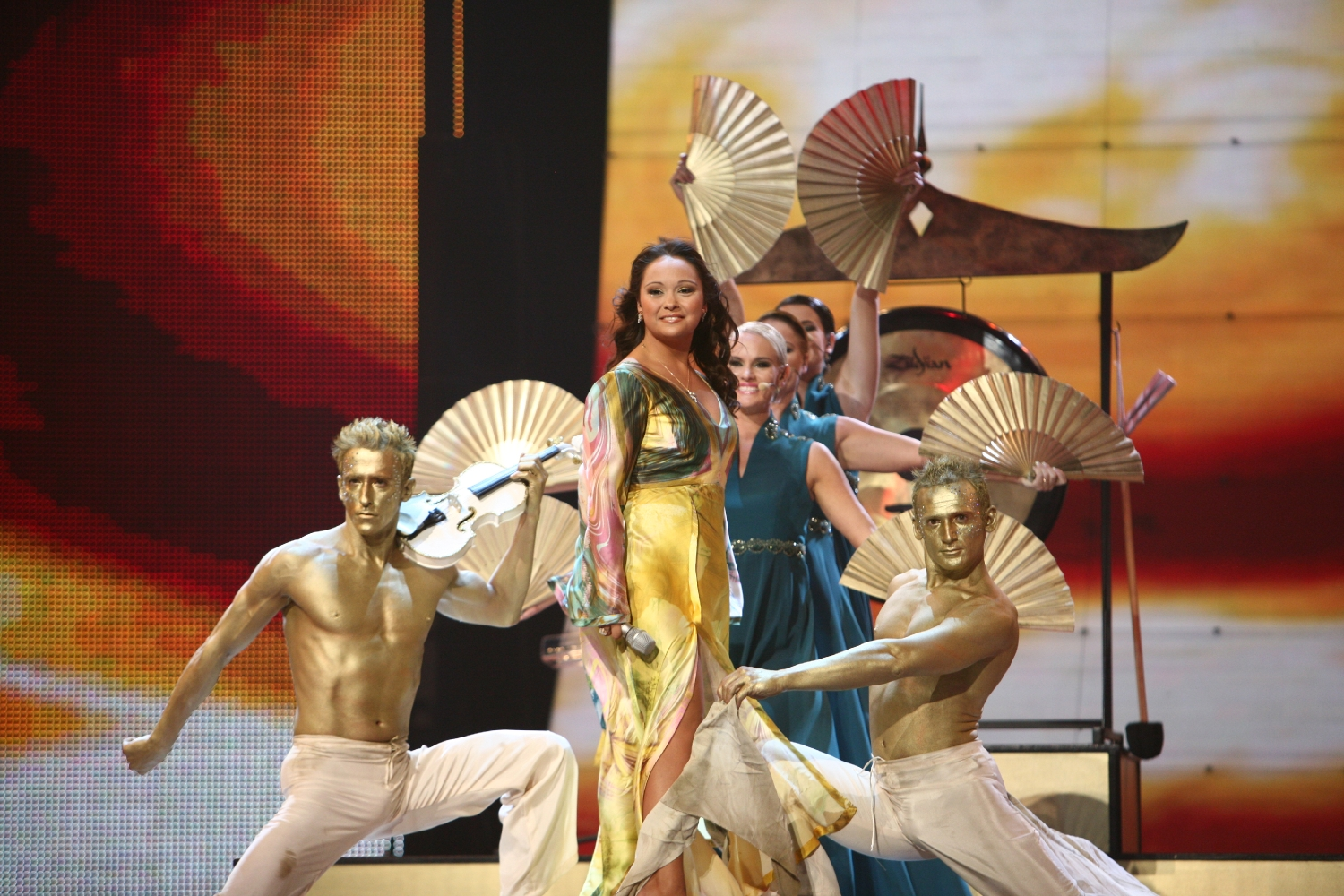
Olivia Lewis Helsinkiben (2007)
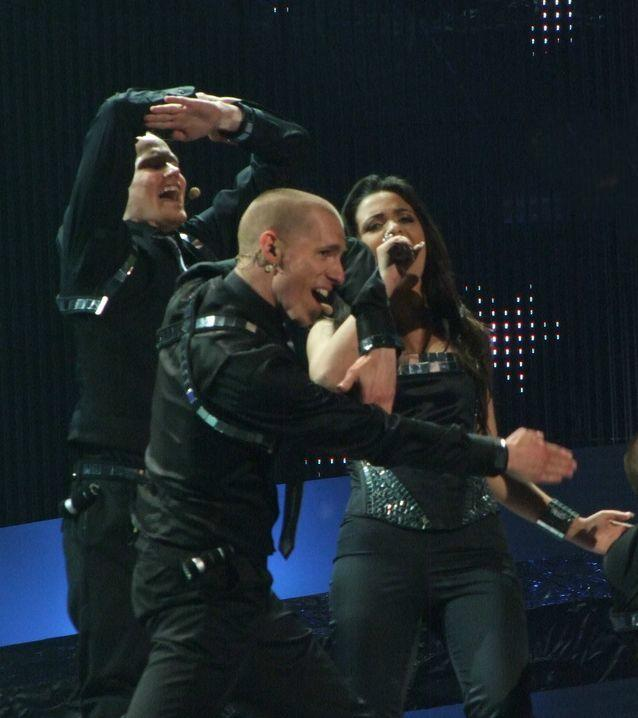
Morena Belgrádban (2008)
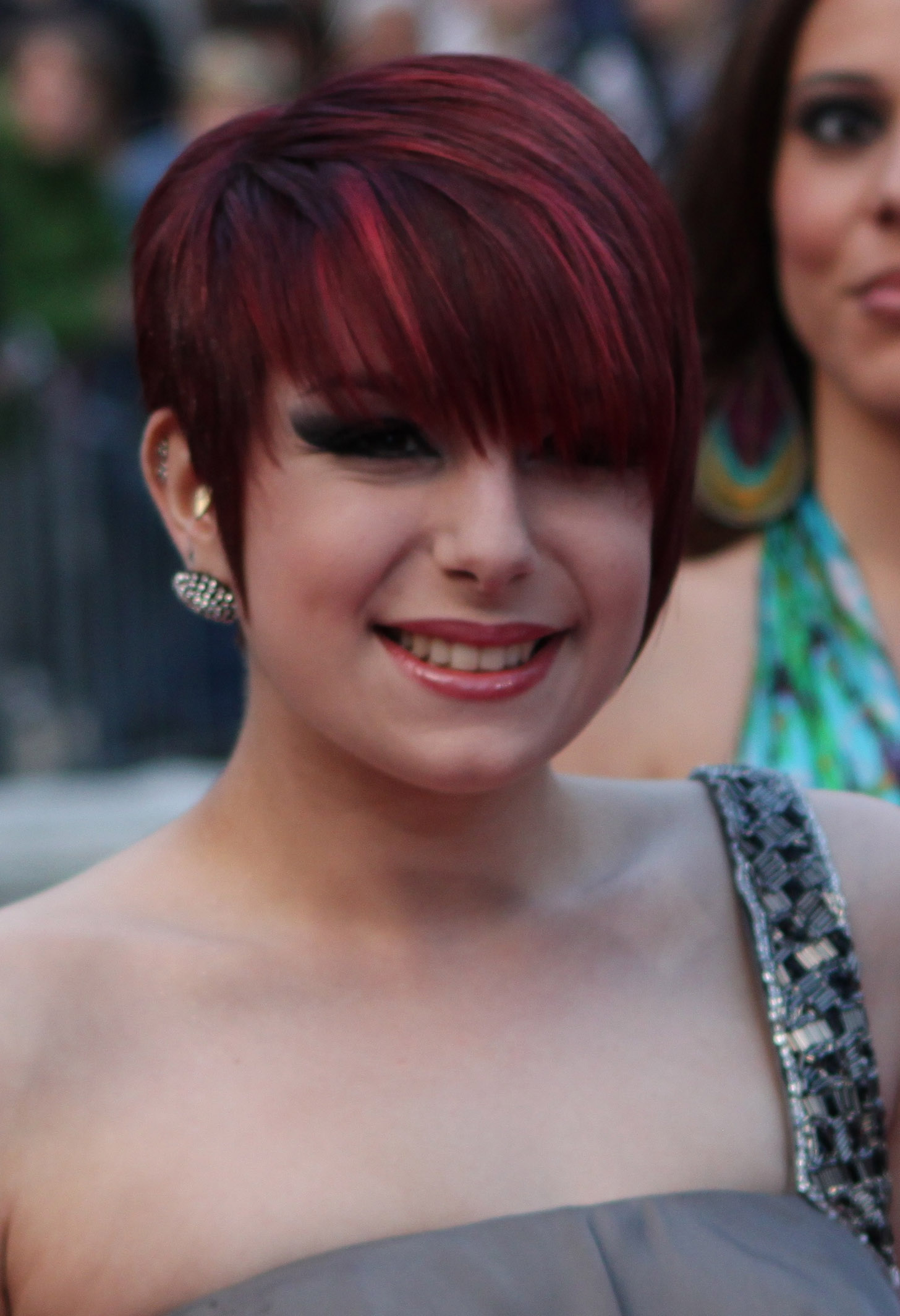
Thea Garrett Oslóban (2010)
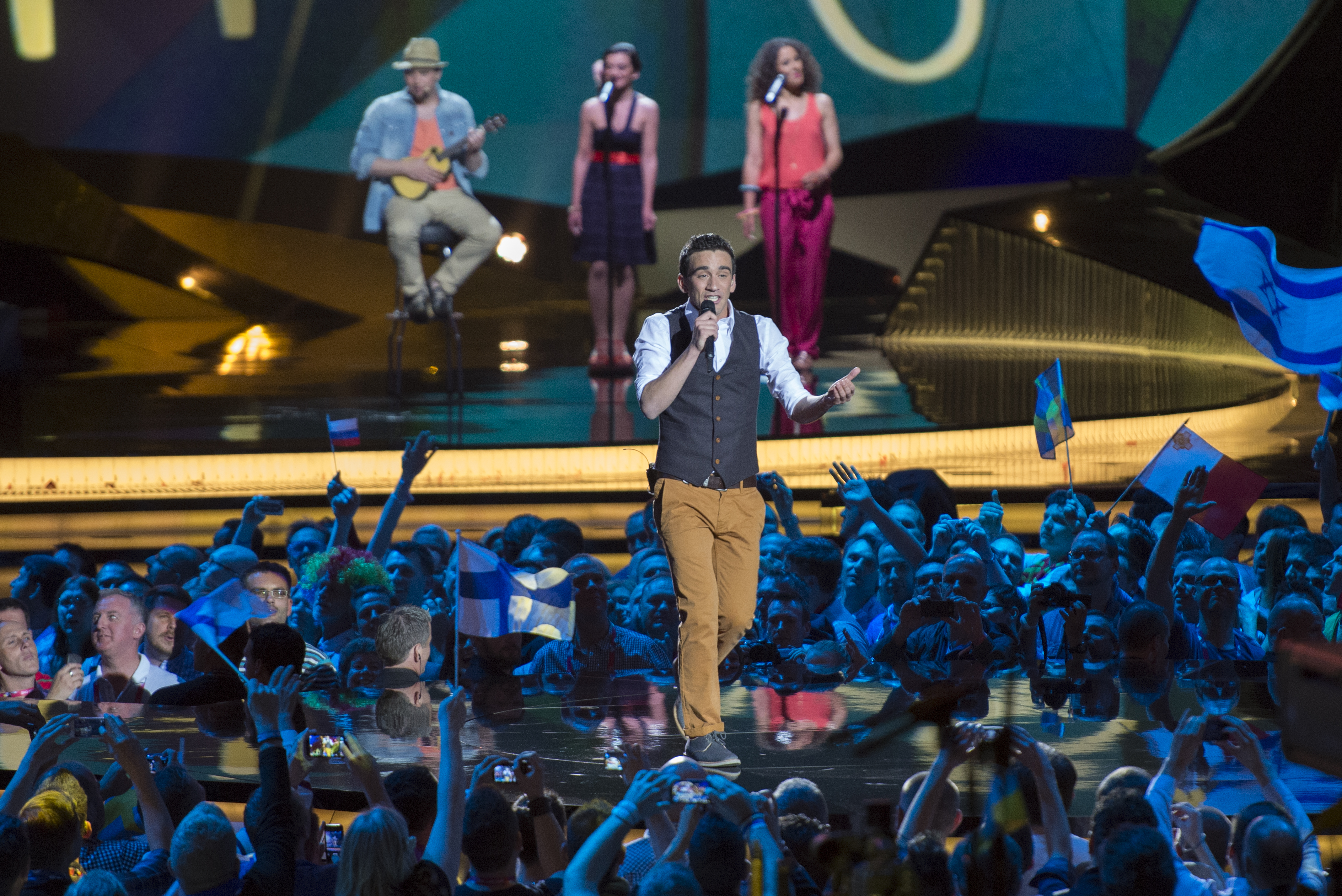
Gianluca Malmőben (2013)
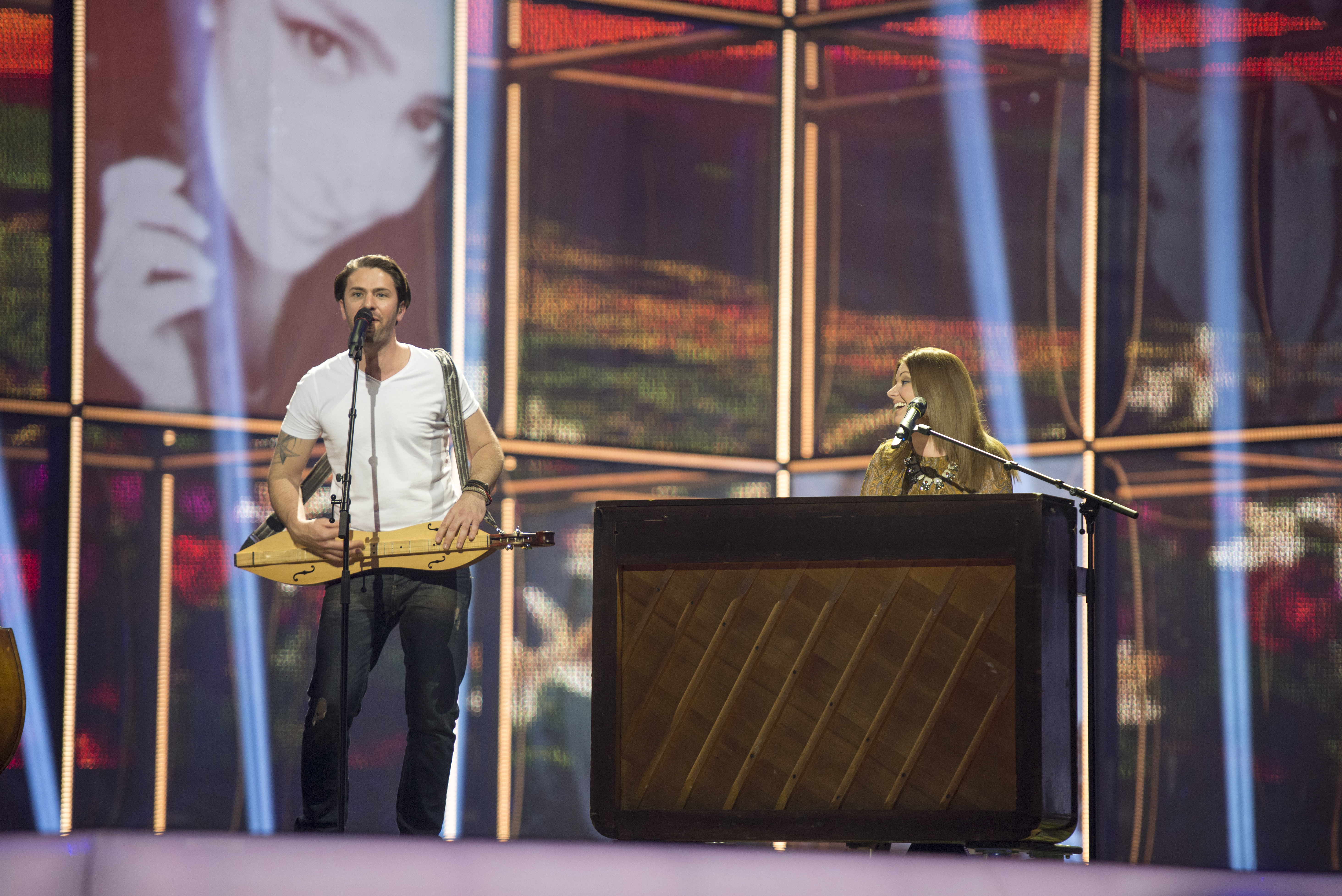
Firelight Koppenhágában (2014)
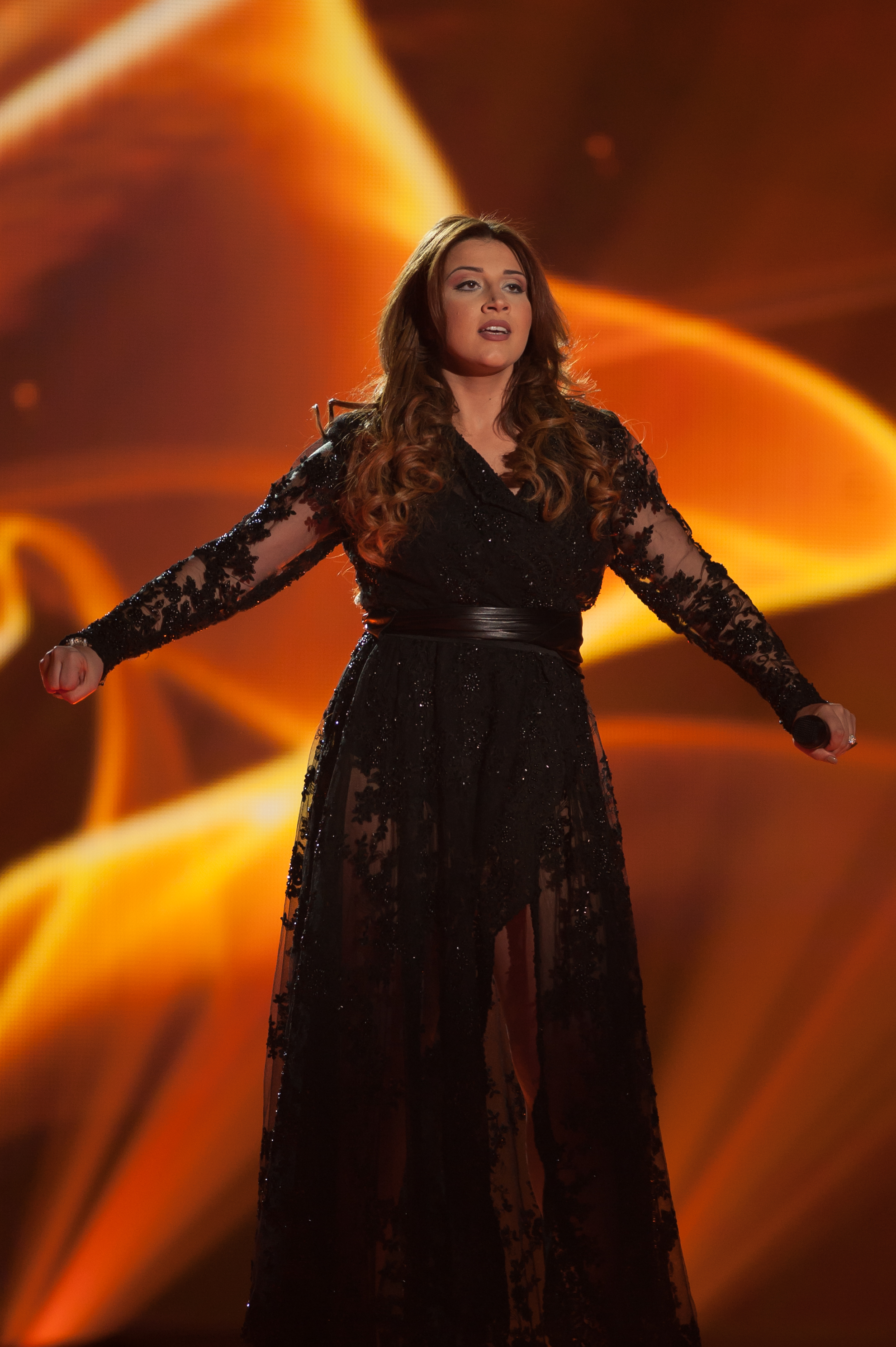
Amber Bécsben (2015)
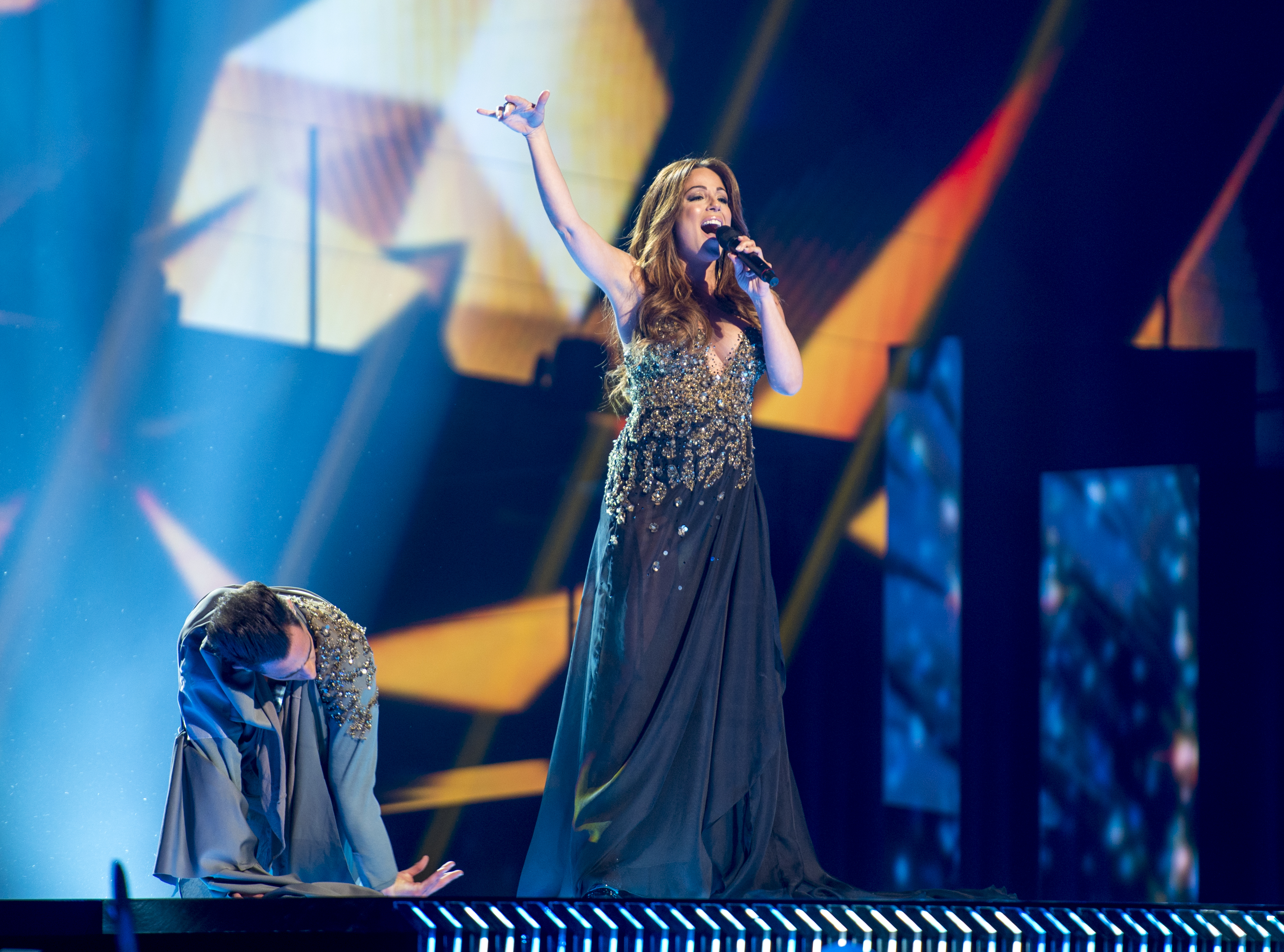
Ira Losco Stockholmban (2016)
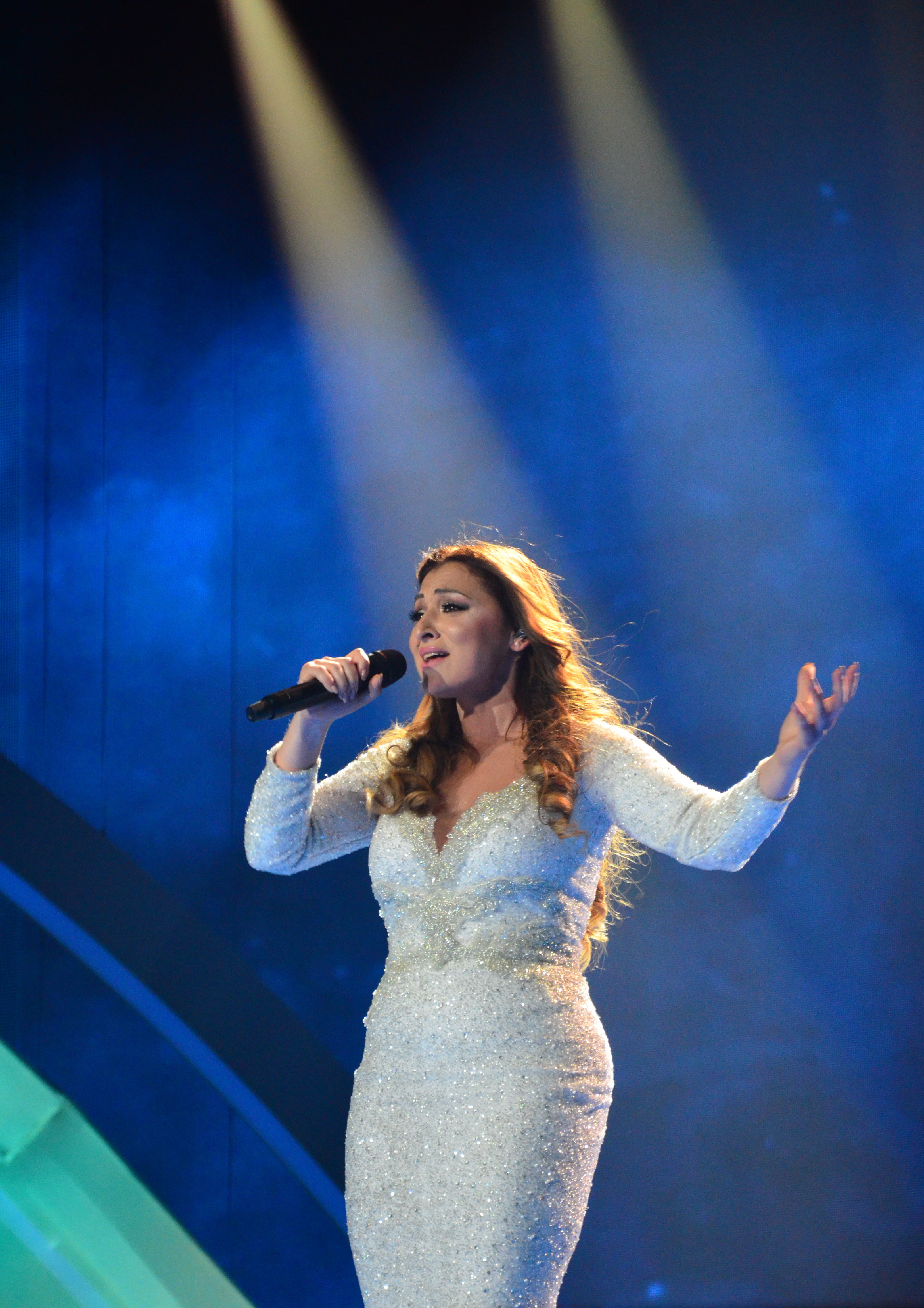
Claudia Faniello Kijevben (2017)
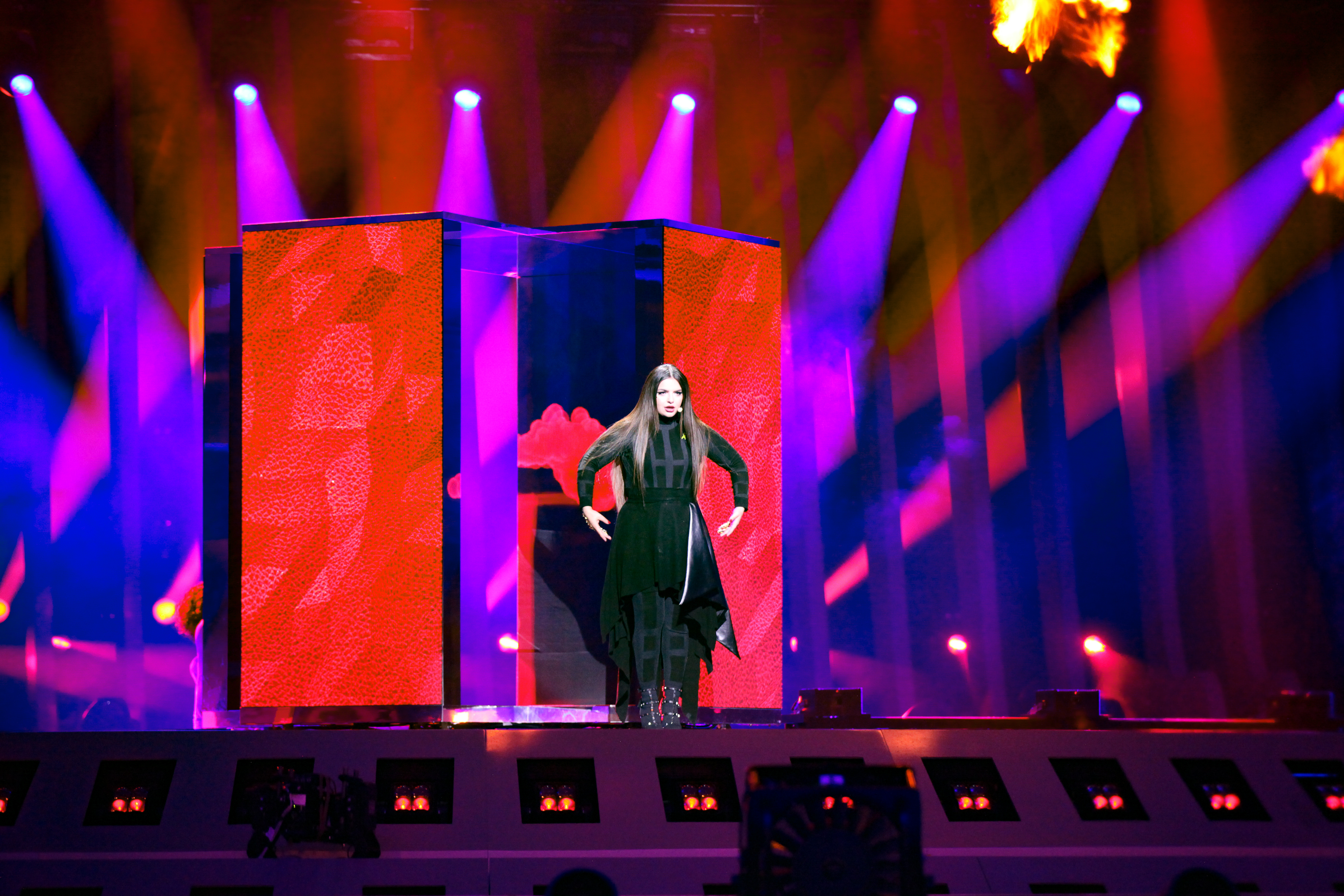
Christabelle Lisszabonban (2018)
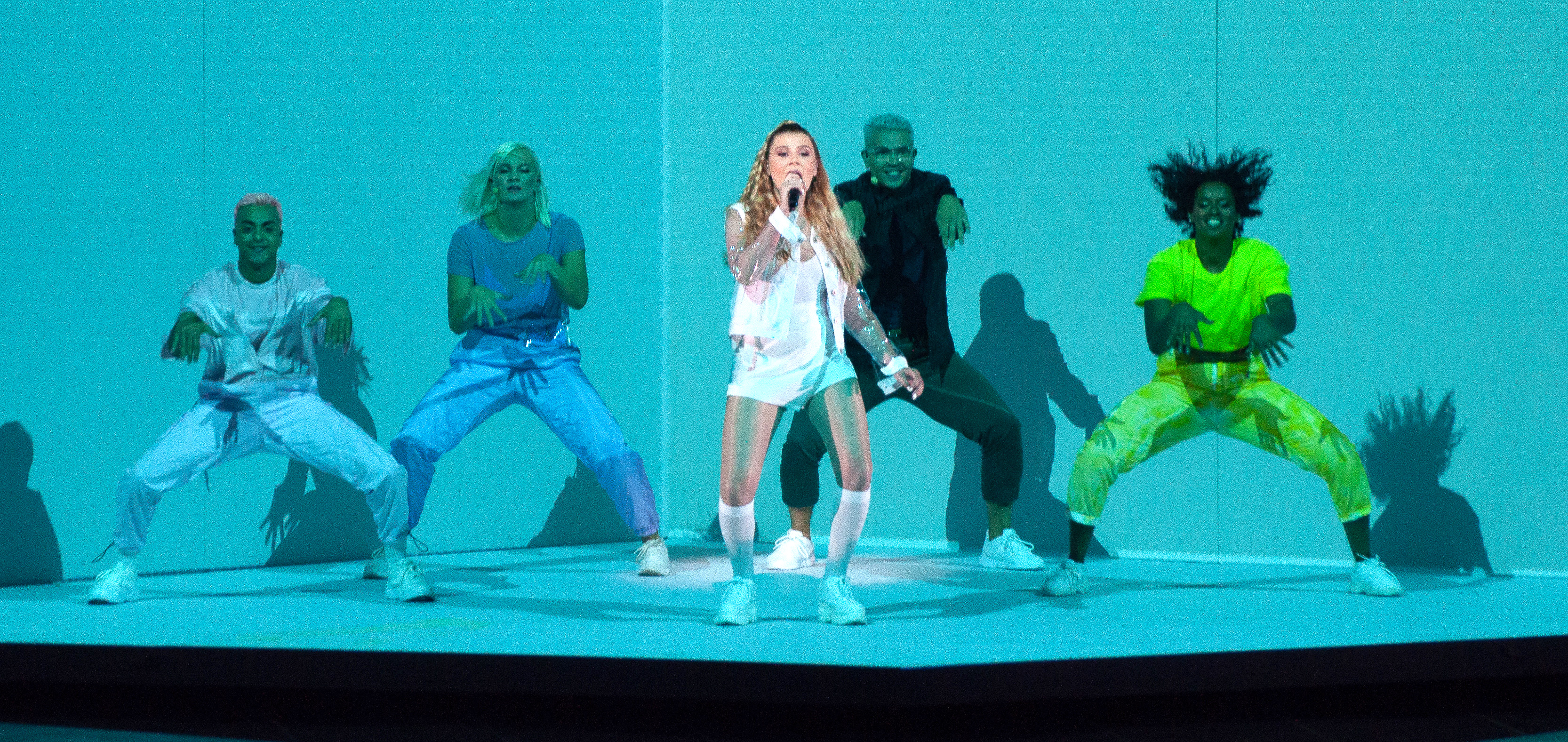
Michela Tel-Avivban (2019)
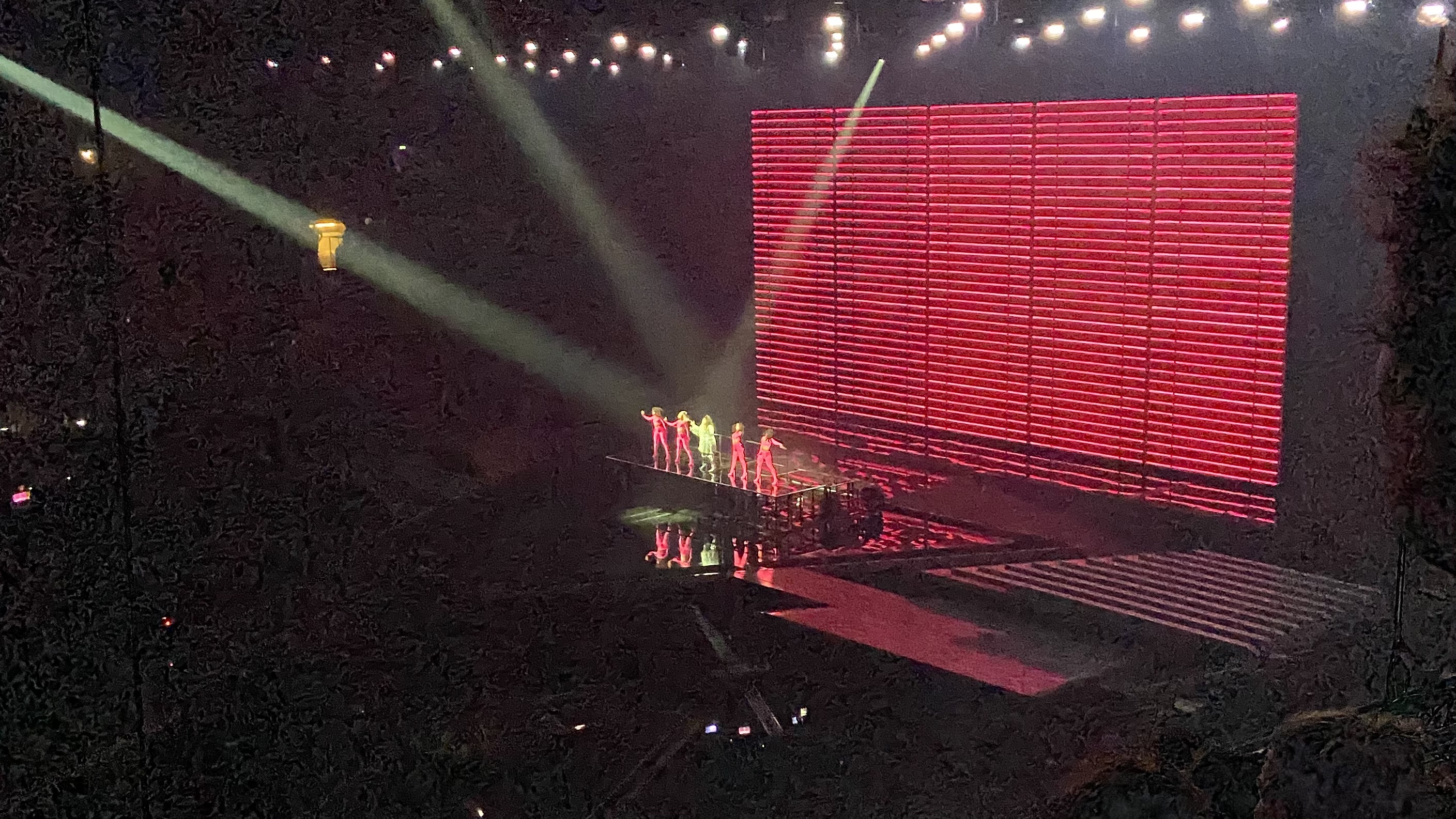
Destiny Rotterdamban (2021)
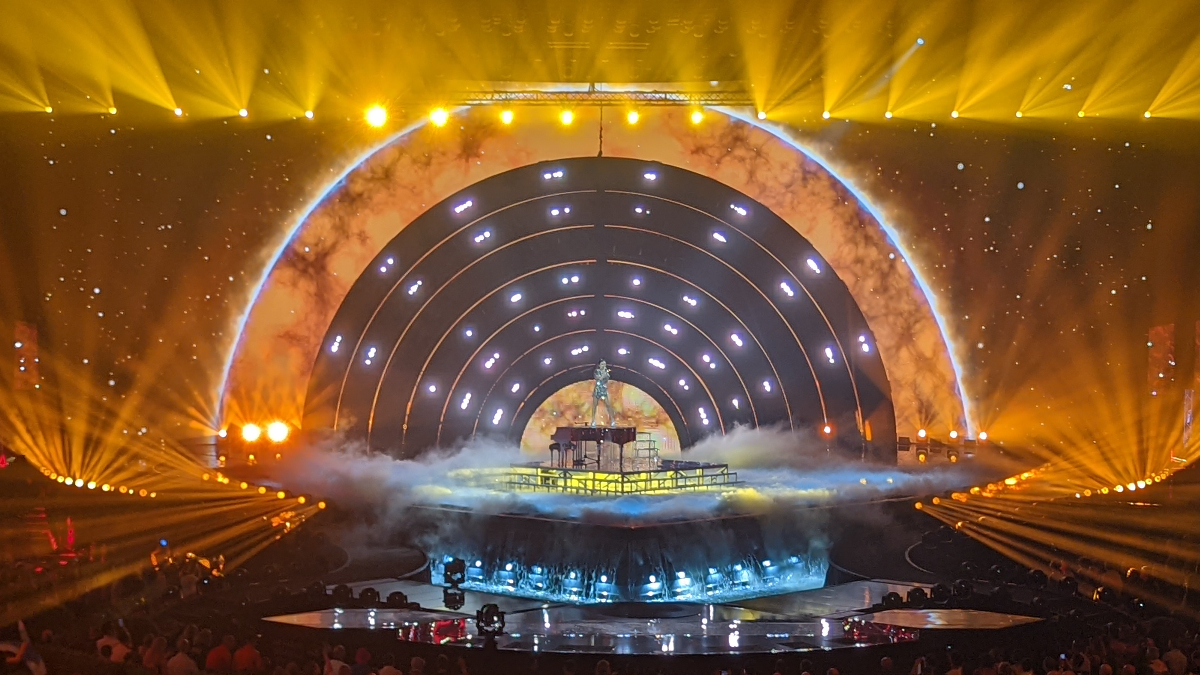
Emma Muscat Torinóban (2022)
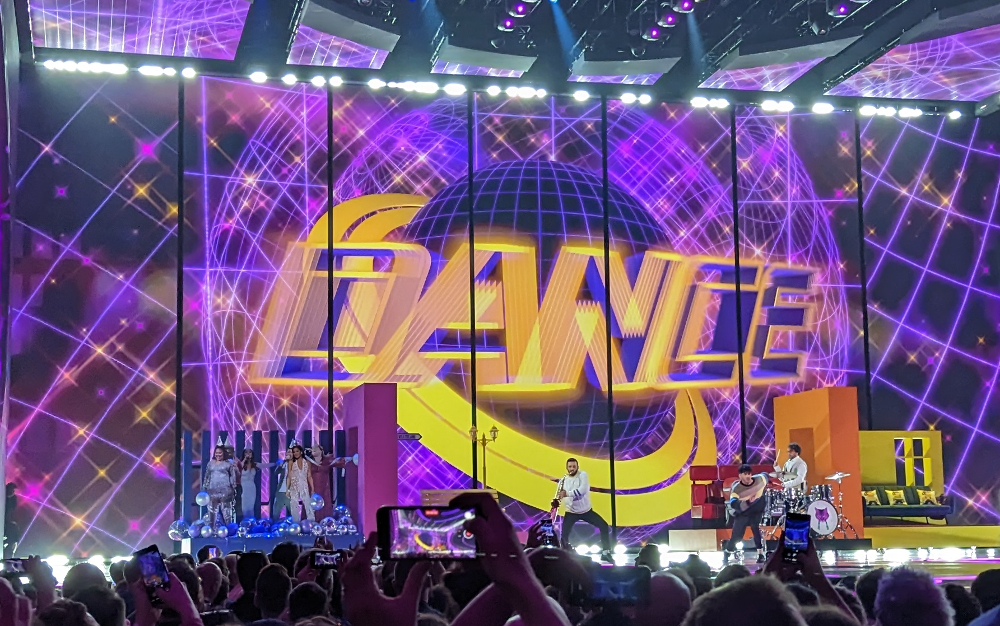
A The Busker Liverpoolban (2023)
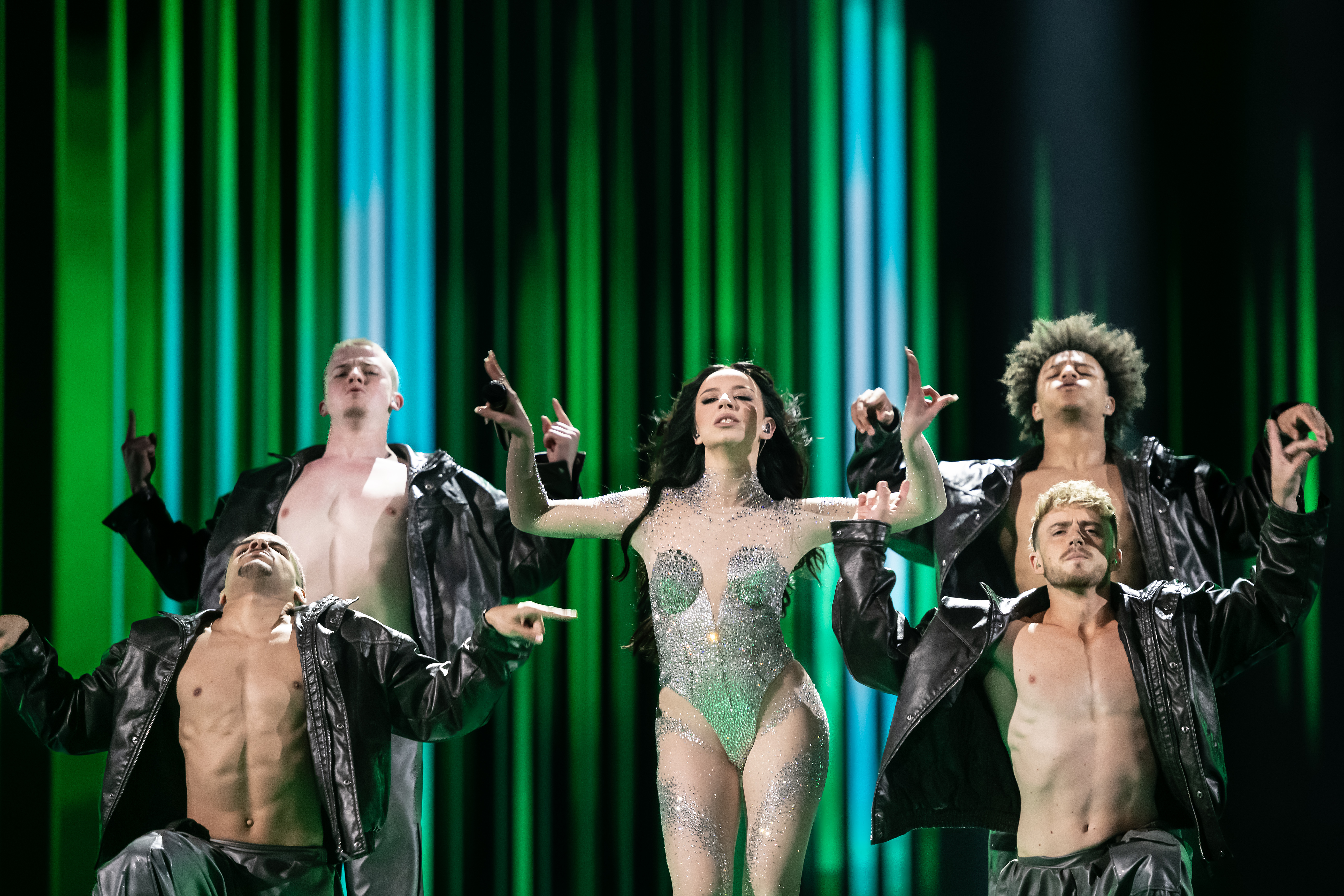
Sarah Bonnici Malmőben (2024)
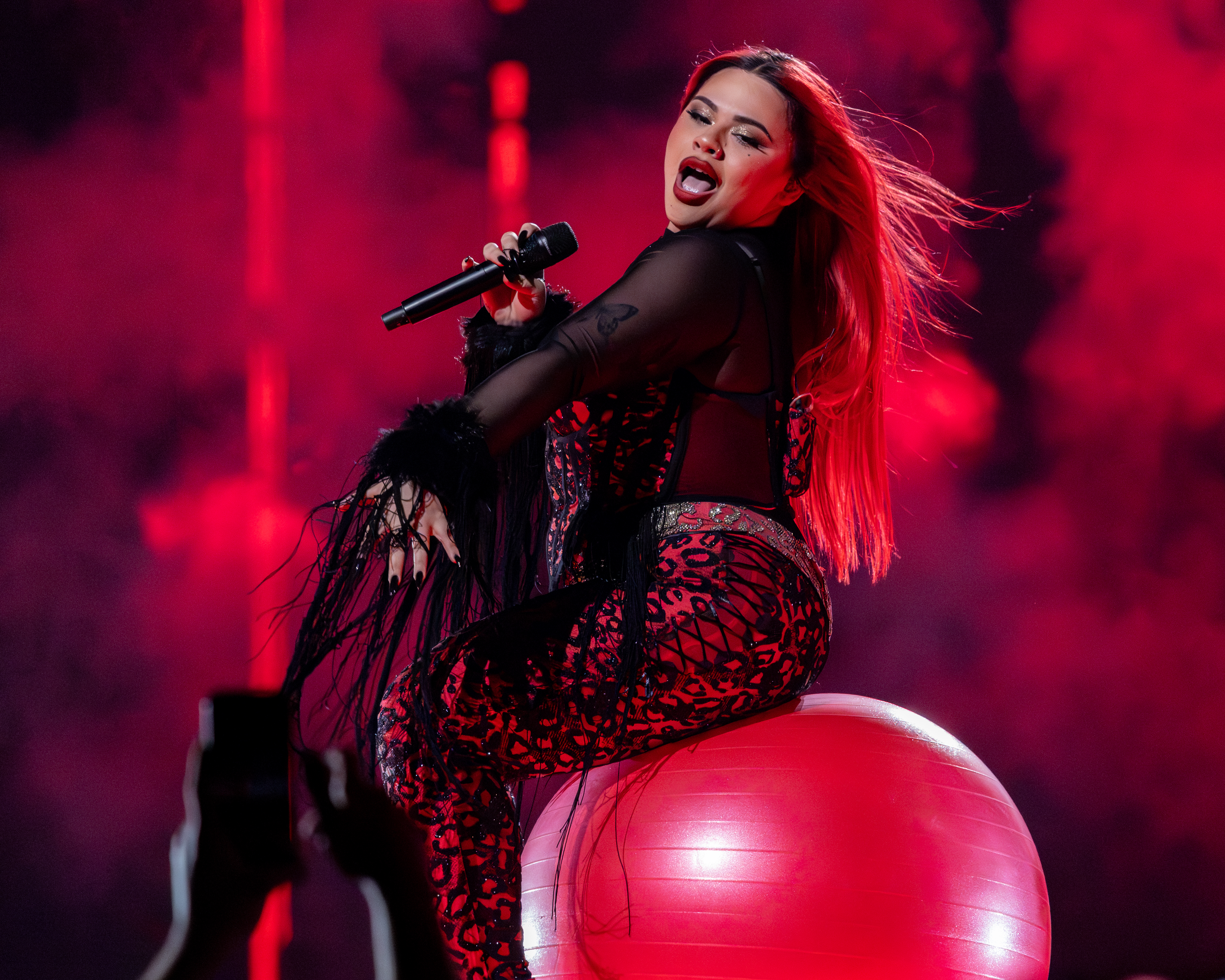
Miriana Conte Bázelben (2025)

## Lásd még
- Málta a Junior Eurovíziós Dalfesztiválokon